# 인프라넷
인프라넷(Infranet)은 인터넷과 미래의 패킷 기반 통신 네트워크를 위한 아키텍처이다. 인터넷 아키텍처는 주로 인터넷 프로토콜간의 상호작용과 통신 회사간의 사업 관행에 의해 창발된 결과이다. 인프라넷은 기존의 "이 프로토콜과 장비들이 무엇을 제공하는가?"가 아닌 "어떤 서비스가 필요한가?"라는 물음에서 출발하여 현재 네트워크를 바꾸려는 시도의 결과물이다
이러한 하향식(top-down)의 네트워크 디자인은 IETF에서 배포하여 성공적으로 많이 사용되고 있는 인터넷 표준의 상향식(bottom-up) 방식들과는 크게 다르다.
또한 인프라넷은 인터넷을 통해 민감한 데이터를 평범한 데이터처럼 가장해(스테가노그래피의 일종) 전송하기 위해 제안된 시스템을 지칭하기도 한다. 이를 통해 정보통제가 심한 국가에서도 검열 없이 웹에 접근할 수 있도록 하는 데에 그 목적이 있다. 이 시스템은 하리 발라크리쉬난, 데이비드 카거 및 다른 사람들에 의해 개발 중이다.

## 비평
시스코 시스템즈와 같은 주니퍼 네트웍스의 몇몇 경쟁사들은 처음에는 인프라넷을 단순히 마케팅용 베이퍼웨어로 폄훼하였다. 하지만 시스코 시스템즈와 알카텔은 서비스 제공 업체들의 강한 압력에 의해 2005년 6월 인프라넷 이니셔티브 협회에 합류하였다. 그 단체는 추후 IPsphere 포럼으로 개명되었다.

## 참고 문헌
- Schultz, Beth (2004년 9월 27일). “What the heck's an inFRAnet?”. Network World. 2005년 4월 25일에 원본 문서에서 보존된 문서. 2014년 1월 26일에 확인함.
- Lim, Jeffrey (2004년 12월 2일). “Juniper Carves Infranet Dream”. Network Computing Asia. 2005년 4월 26일에 원본 문서에서 보존된 문서. 2005년 4월 25일에 확인함.
- The Infranet Initiative Council websites
- Infranet (censorship-circumventing data transfer system)